# Gierłoż Polska
Gierłoż Polska (deutsch Groß Görlitz, 1942 bis 1945 Großgörlitz) ist ein Ort in der polnischen Woiwodschaft Ermland-Masuren. Er gehört zur Gmina Lubawa (Landgemeinde Löbau in Westpreußen) im Powiat Iławski (Kreis Preußisch Eylau).

## Geographische Lage
Gierłoż Polska liegt am Grießlerbach (auch Grießeler Fließ, polnisch Gizela oder Gryźlina) im Westen der Woiwodschaft Ermland-Masuren, zwölf Kilometer östlich der Kreisstadt Iława (deutsch Preußisch Eylau). 
Nur wenige hundert Meter nördlich befindet sich das Dorf Gierłoż (Görlitz). Beide Orte trennt der Grießlerbach, der hier einst die Grenze zwischen den Provinzen Westpreußen und Ostpreußen sowie zwischen 1920 und 1939 die Staatsgrenze zwischen Polen und dem Deutschen Reich bildete, und heute noch die Kreisgrenze zwischen dem Powiat Iławski (Kreis Preußisch Eylau) und dem Powiat Ostródzki (Kreis Osterode in Ostpreußen) markiert.

## Geschichte
Der einstige Gutsort Gierlos, später auch Giełoza, Gierłoża Polska, Gerlegs, Polnisch Görlitz genannt, zählte im Jahre 1852 insgesamt 113 Einwohner. Im Jahre 1874 kam der Gutsbezirk Groß Görlitz zum Amtsbezirk Rosenthal (polnisch Rożental) im Landkreis Löbau in Westpreußen. Die Einwohnerzahl belief sich im Jahre 1905 auf 79 und im Jahre 1910 auf 95.
Am 10. Januar 1920 wurde in Kriegsfolge der Polnische Korridor gebildet. Groß Görlitz erhielt die polnische Namensform Gierłoż. Im September 1939 kam die Region wieder zum Deutschen Reich, der Amtsbezirk Rosenthal wurde am 24. Oktober 1940 neu gebildet und gehörte wieder zum Kreis Löbau mit dem Amtssitz in Neumark (polnisch Nowe Miasto Lubawskie). Als am 25. Juni 1942 der Amtsbezirk Rosenthal in „Amtsbezirk Rosental, Kr. Neumark (Westpr.)“ umbenannt wurde, wurde zum gleichen Datum der Name des Dorfes Groß Görlitz in „Großgörlitz“ verändert.
In erneuter Kriegsfolge wurde 1945 das nunmehr gesamte Westpreußen (zuletzt: Reichsgau Danzig-Westpreußen) an Polen überstellt. Großgörlitz erhielt die polnische Namensform „Gierłoż Polska“ und ist heute eine Ortschaft der Landgemeinde Lubawa (Löbau in Westpreußen) im Powiat Iławski (Kreis Preußisch Eylau) innerhalb der Woiwodschaft Ermland-Masuren. Im Jahre 2011 zählte das Dorf 122 Einwohner.

## Kirche
In der Zeit vor 1920 und zwischen 1939 und 1945 war Groß Görlitz evangelischerseits nach Löbau (polnisch Lubawa), Pfarrei Lautenburg, in der Diözese Bischofswerder (polnisch Biskupiec), dann in die Diözese Strasburg in Westpreußen (polnisch Brodnica) in der Kirchenprovinz Westpreußen eingepfarrt, Römisch-katholischerseits gehörte das Dorf zur Pfarrei Rosenthal (polnisch Rożental).
Heute gehört Gierłoż Polska zur evangelischen Kirche in Iława, einer Filialkirche von Ostróda in der Diözese Masuren der Evangelisch-Augsburgischen Kirche in Polen, sowie weiterhin zur katholischen Kirche Rożental im Dekanat Lubawa im Bistum Toruń.

## Verkehr
Gierłoż Polska liegt an einer Nebenstraße, die von der Kreisstraße (polnisch Droga powiatowa, DP) 1214N bei Zielkowo (Zielkau, 1942 bis 1945 Schilkendorf) abzweigt und über Gierłoż (Görlitz) nach Samborowo ((Königlich) Bergfriede) führt.